# 泉公園 (熱海市)
泉公園（いずみこうえん）とは、静岡県熱海市泉にある市営の公園。

## 概要
熱海市役所の泉支所や市立泉幼稚園の南東、千歳川と県道102号に挟まれた東西約140メートル、南北約70メートルの敷地に造成されている。
泉地区の中心的な公園であり、湯かけまつりや、伊豆湯河原温泉納涼花火大会のような地域イベントの会場としても利用されている。

## 構成
- 多目的広場 - 北西部
- 滝の広場 - 中南部
- 遊戯広場 - 南東部

## 沿革
- 1982年（昭和57年） - 泉公園完成[3]。
- 2018年（平成30年）4月13日 - 遊具設置[4]。

## イベント
- 湯かけまつり - 5月第4土曜日[1]。
- 伊豆湯河原温泉納涼花火大会 - 7月第4土曜日[2]。

過去のイベント
- ゆがわらサンバパレード（2005年-2019年） - 伊豆湯河原温泉納涼花火大会と同時開催。